# Pygaerina hepatica
Pygaerina hepatica är en fjärilsart som beskrevs av Sergius G. Kiriakoff 1967. Pygaerina hepatica ingår i släktet Pygaerina och familjen tandspinnare. Inga underarter finns listade.